# Hans Karl Adam von Gagern
Hans Karl Adam von Gagern (* 20. Dezember 1774 in Moisselbritz, Amt Bergen auf Rügen; † 5. Februar 1846 in Berlin) war ein preußischer Generalleutnant und Kommandant der Festung Minden.

## Leben

### Herkunft
Seine Eltern waren Johann Nikolaus von Gagern (1723–1804) und dessen Ehefrau Ida Justine, geborene von Platen († 24. November 1810). Sein Vater war Herr auf Moisselbritz und Frankenthal auf Rügen. 

### Militärkarriere
Gagern besuchte ab dem 2. Juli 1786 das Kadettenhaus in Berlin und trat am 19. Juni 1790 als Gefreitenkorporal in das Infanterieregiment „von Knobelsdorff“ der Preußischen Armee ein. Dort avancierte er am 10. Juni 1793 zum Fähnrich. Im Ersten Koalitionskrieg konnte Gagern sich in der Schlacht bei Kaiserslautern auszeichnen. Er kämpfte bei Vicongnes, St. Amand, Valenciennes, Schwalm, Saarbrücken sowie Johannisberg und wurde am 24. Juni 1794 zum Sekondeleutnant befördert.
Während des Vierten Koalitionskrieges nahm er 1806 an den Gefechten bei Gotha und Gransee teil. Gagern war zunächst im Korps „Weimar“, kam dann zum Korps „Blücher“ und ging nach der Kapitulation bei Lübeck in Gefangenschaft.
Nach dem Frieden von Tilsit wurde er am 9. August 1807 Premierleutnant. Am 2. Januar 1810 wurde er Stabskapitän und am 20. Mai 1810 dem Leibgrenadier-Regiment Nr. 8 aggregiert. Am 27. Mai 1811 kam er als Kapitän und Kompaniechef in das Normal-Infanterie-Bataillon. Gagern schied am 21. Dezember 1812 als Major aus dem Dienst aus, dennoch kam er am 25. Dezember 1812 als Kommandeur in das III. Bataillon des 4. Ostpreußischen Infanterie-Regiments (Nr. 5). Am 1. Juli 1813 wurde er Kommandeur des 5. Reserve-Infanterie-Regiments, aus dem das 17. Infanterie-Regiment hervorging. Während der Befreiungskriege kämpfte Gagern bei der Belagerung von Spandau, erwarb im Gefecht bei Luckau das Eiserne Kreuz II. Klasse und kämpfte später bei Wilmersdorf. In der Schlacht bei Dennewitz wurde er verwundet und mit dem Orden der Heiligen Anna II. Klasse ausgezeichnet. Später kämpfte er dann bei den Belagerungen von La Fere und Soissons.
Am 11. Oktober 1815 wurde Gagern zum Oberstleutnant sowie am 30. März 1819 mit Patent vom 23. April 1819 zum Oberst befördert. Am 18. Juli 1825 erhielt er das Dienstkreuz und am 8. September 1825 den Roten Adlerorden III. Klasse. Am 28. November 1829 wurde Gagern zum Kommandeur der 6. Infanterie-Brigade ernannt und in dieser Stellung am 30. März 1831 mit Patent vom 1. April 1831 zum Generalmajor befördert. Im Jahr darauf erhielt er am 24. September 1832 den Roten Adlerorden III. Klasse mit Schleife. Am 24. Mai 1834 folgte seine Ernennung zum Kommandanten der Festung Minden und am 13. Juni 1834 erhielt Gagern 500 Taler für seinen Umzug. Am 12. August 1837 erhielt er seinen Abschied mit gesetzlicher Pension und dazu am 15. September 1837 den Charakter als Generalleutnant. Er starb am 5. Februar 1846 in Berlin und wurde am 7. Februar 1846 auf dem Invalidenfriedhof beigesetzt.
Der General von Thile schrieb in seiner Beurteilung aus dem Jahr 1830: „Ein sehr braver Offizier und wohl denkender Mann, der gute Detail-Kenntnisse des Dienstes, tätiger Eifer für denselben besitzt und vollkommen felddienstfähig ist. Ein recht sicheres geistiger Fundament fehlt ihm und das Bewusstsein davon, bringt bei einer großen Lebhaftigkeit des Temperaments öfter etwas Unstetes in ihm hervor. Sein moralischer Wandel ist ganz tadellos.“

### Familie
Gagern heiratete am 30. September 1804 in Zichtau Jeanette Sophie Friederike Juliane von Alvensleben (* 1. Juli 1781; † 7. Juli 1876), eine Tochter des Landrats Johann Friedrich von Alvensleben (1747–1829). Das Paar hatte mehrere Kinder, darunter:
- Karl Friedrich Ludwig Georg Theodor (Fedor) (* 4. Juli 1805; † 13. März 1841), Premierleutnant im 17. Infanterie-Regiment ⚭  N.N. Burggraf
- Karl Ludwig Gustav Alfons (* 25. Juli 1806; † 8. März 1868), Major a. D., Oberst in Schleswig-Holstein, Rechtsritter des Johanniterordens ⚭ 1839 Agnes von Dassel (* 2. Juni 1817; † 18. Juni 1878)[4], Tochter von August von Dassel